# 阿哈伊亚专区
阿哈伊亚专区（希臘語：Περιφερειακή ενότητα Αχαΐας），是希腊西希腊大区的一个专区。位於伯罗奔尼撒半島的西北部，西北臨帕特雷灣，東北臨科林斯灣。首府为帕特雷。专区面积为3,272平方公里，2021年人口数量为305,979人。
該地名在基督教聖經裡面的翻譯名稱為「亞該亞」（哥林多後書 9:2）。

## 行政
在2011年卡利克拉提斯改革方案中，希腊所有州份被取消。原阿哈伊亚州作为整体设立为阿哈伊亚专区。阿哈伊亚专区下分为5个市镇（括号内为地图中的数字）：
- 艾伊亚利亚（2）
- 埃里曼索斯（4）
- 卡拉夫里塔（5）
- 帕特雷（1）
- 西阿哈伊亚（3）